# 羅博蒂內
罗博蒂内（羅馬化：Robotyne，發音：[roˈbɔtɪne]）或译为羅博季涅，是位於烏克蘭東南部扎波羅熱州的村莊，由波洛希區的托克馬克市鎮管轄。該村始建於1869年，面積3.16平方公里，海拔高度136米，2001年人口480人，人口密度每平方公里150人。

## 历史
2022年3月6日，當地被俄軍佔領。2023年7月，乌克兰反攻期间，该地发生激战。在2023年8月23日，烏克蘭第47機械旅於該村莊的行政大樓上揚起烏克蘭的旗幟並宣佈重奪該村落。8月28日，烏克蘭國防部也承認已收復該地。9月6日，俄軍試圖重新奪取羅博蒂內，但被乌克兰第47机械旅的斯卡拉營击败並撤退。
2024年2月，俄军重新发动了对罗博季涅的攻势。5月15日，俄方宣称占领了该村，但乌克兰军方则予以否认。5月20日，战争研究所认为该村“貌似”（likely）已被俄军重新占领。

## 外部連結
- Погода в селі Роботине （页面存档备份，存于）